# Eddie Bo
Eddie Bo, de son vrai nom Edwin Joseph Bocage (né le 20 septembre 1929 à La Nouvelle-Orléans et mort le 18 mars 2009 à Picayune) est un pianiste, compositeur et chanteur de jazz et funk. Il utilisait le style New-Orleans.
Il fut un ami cher de Ray Charles et joua avec Fats Domino.

## Discographie
| Année | Titre                                                    | Ref                          |
| ----- | -------------------------------------------------------- | ---------------------------- |
| 2001  | We Come To Party                                         | (CD) BO-SOUND                |
| 1998  | Nine Yards Of Funk                                       | (CD) BO-SOUND                |
| 1997  | The Best of Eddie Bo                                     | (CD) Hubbub HUBCD16          |
| 1997  | Eddie Bo Hole In It                                      | (CD) Soulciety me00673       |
| 1997  | A Shoot From the Root                                    | (CD) Soulciety me00452       |
| 1996  | Back Up This Train                                       | (CD) BO4596                  |
| 1993  | Eddie Bo New Orleans Piano Riffs for DJs                 | (CD) Tuff City 3001          |
| 1992  | Brink of A New Day                                       | (Cassette Only) Eboville 101 |
| 1988  | Check Mr. Popeye                                         | (CD/LP) Rounder 2077         |
| 1988  | Vippin and Voppin                                        | (LP) Charly                  |
| 1984  | Watch For The Coming                                     | (LP) Bo-Sound                |
| 1979  | Another Side of Eddie Bo                                 | (LP) Bo-Sound                |
| 1970  | Check Your Bucket                                        | Bo-Sound                     |
| 1970  | The Rubber Band                                          | (Parts 1 & 2) Knight 303     |
| 1969  | If It's Good For You [It's Good For You]                 | (Parts 1 & 2) Scram 119      |
| 1969  | Hook and Sling                                           | (Parts 1 & 2) Scram 117      |
| 1967  | Lover And A Friend/If I Had To Do It Over                | Seven B 7017                 |
| 1967  | Stone Graveyard Business/Solid Foundation                | Seven B 7015                 |
| 1967  | His Love For Me                                          | Seven B                      |
| 1967  | Key To My Heart                                          | Seven B                      |
| 1967  | All I Ask Of You / Skate It Out                          | Seven B 7011                 |
| 1967  | Just Friends/Fence of Love                               | Seven B 7008                 |
| 1966  | Since I Found You                                        | Seven B                      |
| 1966  | Let Our Love Begin/From This Day On                      | Seven B 7005                 |
| 1966  | Ooh Wee Baby What You Gonna Do/Fallin' In Love Again     | Seven B 7002                 |
| 1965  | Pass The Hatchet                                         | Seven B 7001                 |
| 1964  | At least eight additional titles for Blue Jay            | Blue Jay                     |
| 1964  | Gotta Have More/Come With Me                             | Blue Jay 154                 |
| 1963  | Fare Thee Well/Let's Do It                               | Chess                        |
| 1963  | Fare Thee Well/Let's Do It                               | Arrow 711                    |
| 1963  | Reassure Me/Shake Rattle and Roll                        | Cinderella 1203              |
| 1963  | I Found A Little Girl/Hold Me                            | At Last 1006                 |
| 1963  | Te Na Na Na Nay/Twinkle Toes                             | At Last 1005                 |
| 1963  | Tee Na Na/Mama Said                                      | Rip 160                      |
| 1963  | Woman/Temptation                                         | Rip 159                      |
| 1962  | Let's Limbo/Mo-Jo                                        | Rip                          |
| 1962  | Baby I'm Wise/Roamin'itis                                | Ric 989                      |
| 1962  | Check Mr. Popeye (Part 1)/Now Let's Popeye               | (Part 2) Swan 4099           |
| 1962  | I Got To Know/Bless The Darling                          | Ric 985                      |
| 1962  | I Just Keep Rolling                                      | Rip                          |
| 1962  | You're The Only One/You're With Me                       | Chess 1833                   |
| 1962  | You're The Only One/Something's Working and Holding      | Rip 156                      |
| 1962  | Bless Us All/When You Cry Your Heart Out                 | Rip 154                      |
| 1961  | Dinky Doo/Everybody, Everything Needs Love               | Capitol 4617                 |
| 1961  | Dinky Doo/Everybody, Everything Needs Love               | Ric 981                      |
| 1961  | Ain't You Ashamed                                        | Ric                          |
| 1961  | Check Mr. Popeye/Now Let's Popeye                        | Swan 4099                    |
| 1961  | Check Mr. Popeye/Now Let's Popeye                        | Ric 978                      |
| 1960  | It Must Be Love/What A Fool I've Been                    | Ric 977                      |
| 1960  | Tell It Like It Is/Every Dog Has His Day                 | Ric 969                      |
| 1960  | Warm Daddy/Ain't It the Truth Now                        | Ric 964                      |
| 1959  | You Got Your Mojo Working/Everybody Knows                | Ric 964                      |
| 1959  | I'll Do Anything                                         | Ric                          |
| 1959  | Hey There Baby/I Need Someone                            | Ric 962                      |
| 1958  | I'll Keep On Trying/I Love To Rock and Roll              | Ace 555                      |
| 1957  | Hip Hip Hooray                                           | Chess                        |
| 1957  | Oh Oh/My Dearest Darling                                 | Chess 1698                   |
| 1957  | Every Day, Every Night/Indeed I Do/Walk That Walk Rarin' | LP 555 Checker 877           |
| 1957  | Walk That Walk                                           | Chess                        |
| 1956  | Dearest One/Too Much of a Good Thing                     | Apollo 509                   |
| 1956  | Tell Me Why/Hey Bo                                       | Apollo 504                   |
| 1956  | My Heart Was Meant For You/I Cry Oh                      | Apollo 499                   |
| 1956  | Please Forgive Me/I'll Be Satisfied                      | Apollo 496                   |
| 1956  | I'm Wise/Happy Tears                                     | Apollo 486                   |
| 1955  | I'm So Tired/We Like Mambo (Huey Smith)                  | Ace 515                      |
| 1955  | Baby/So Glad (as Little Bo)                              | Ace 501                      |